# 300 av. J.-C.
Cette page concerne l'année 300 av. J.-C. du calendrier julien proleptique.

## Événements

La péninsule italienne vers 300 av. J.-C.
Celtes d'Italie
Étrusques
Ombriens et Italiques divers
Italiques divers
Romains
Samnites
Messapes et Apuliens
Grecs
Carthaginois

- 9 mars (1er avril du calendrier romain) : début à Rome du consulat de Marcus Valerius Corvus et Quintus Appuleius Pansa[1].
  - Loi « Ogulnia » : les charges magistrales des collèges des pontifes et des augures deviennent accessibles à la plèbe à la suite d'un plébiscite organisé par Ogulnius[2]. Toutes les magistratures sont désormais accessibles aux plébéiens à Rome.
  - Siège de la ville de Nequinum, près de l'actuelle Narni, en Ombrie[2].
- Avril-mai : Seleucos Ier fonde la tétrapole Antioche-Laodicée-Apamée-Séleucie de Piérie en Syrie[3]. Antioche sur l’Oronte, à l’emplacement de la ville d’Antigonia, devient la capitale de la Syrie séleucide.
  - Séleucos Ier fonde une soixantaine de villes dont 16 Antioche et 9 Séleucie[4]. Les fondations ne sont pas toujours des créations ex nihilo, mais parfois des synœcismes de villages, l’élévation d’une bourgade indigène à la dignité de cité, ou un simple changement de nom. Ces cités sont des poleis, avec un territoire, une autonomie municipale (justice et finances), des magistrats. Elles sont toutefois soumises à la surveillance d’un gouverneur (épistate) et reçoivent parfois une garnison. Le roi participe à la construction des édifices publics et octroie des privilèges qui accroissent leur indépendance, comme l’asylie ou l’inviolabilité. Les cités favorisent l’essor économique. Elles permettent l’implantation de troupes en gardant les axes de circulation et les points stratégiques. Elles diminuent la résistance indigène en morcelant les anciennes satrapies entre les cités. Enfin, elles répandent en Orient la civilisation grecque.
- Début du règne d'Archidamos IV, roi de Sparte[5].